# 小丸川発電所
小丸川発電所（おまるがわはつでんしょ）は、宮崎県児湯郡木城町に建設された発電所。九州電力の揚水式水力発電所で、小丸川水系に属する。大瀬内ダム（おおせうちダム）ならびにかなすみダムによって上池を、石河内ダム（いしかわうちダム）によって下池を形成し、水を往来させ最大120万キロワットの電力を発生する。

## 地理
小丸川水系は宮崎県中部を流域とする一級水系である。その本川にして一級河川・小丸川の中流部、宮崎県児湯郡木城町大字石河内に石河内ダムが建設され、小丸川発電所の下池を形成している。石河内ダムは高さ47.5メートルの重力式コンクリートダムで、九州電力が管理する発電専用ダムである。河川流量が大きいことから、大型の洪水吐を4門装備。油圧シリンダー式の水門扉は日本最大である。
対する上池となるのは石河内ダムの下流で小丸川に合流する、支流・大瀬内谷川（おおせうちたにがわ）の上流部に建設された大瀬内ダム。上池への自然流入はほとんどなく、貯えた水のほとんどを石河内ダム湖よりくみ上げた水が占める。これは小丸川発電所の持つ「純揚水」という特徴を示すものである。大瀬内ダムは高さ65.5メートルのロックフィルダムで、防水のため表面をアスファルトで舗装した全面表面遮水壁形ロックフィルダム（アスファルトフェイシングフィルダム）である。アスファルト舗装はダム本体だけにとどまらない。ダム周辺が水はけのよい地質であるため、貯えた水が浸透流出しないよう、湖底となる部分には一面に渡ってアスファルト舗装をしている。その結果、舗装総面積は30万平方メートルとなり、施工例としては日本一の規模。また、ダム湖の右岸側には谷部があり、これをふさぐための「副ダム」としてかなすみダムを設けた。高さ42.5メートル、形式は大瀬内ダムと同一で、共に九州電力が管理する発電専用ダムである。
これら2つのダム湖は地下を貫通するトンネル水路によって結ばれており、その中間に発電所がある。人工の地下空間に4台の水車発電機を設置し、最大120万キロワットの電力を発生する予定。水車発電機は1号機及び4号機が日立製、2号機及び3号機が三菱製である。発電機と電動機（モーター）とを兼ねる発電電動機と、発電用水車とポンプとを兼ねるポンプ水車から構成される。有効落差は646.2メートル、最大使用水量は毎秒222立方メートルであり、最大出力運転を7時間継続できるよう、上池・下池の容量（有効貯水容量）を共に560万立方メートルと等しく設計された。電動機始動にはサイリスタ始動方式を採用。回転速度は600 min-1と揚水機としては高速で、これを基準に±24 min-1の範囲で回転速度を増減できる可変速揚水発電システムを導入している。これにより揚水運転時の消費電力を細かく調整することができ、深夜時間帯における電力系統の安定化に大きく寄与する。同システムは東京電力・矢木沢発電所で初めて実用化されて以来、電力会社各社が揚水発電所に導入しているもので、九州電力も今回の小丸川発電所新設にあたり初めて導入した。
発生した電力は22万ボルトに昇圧され、直接ひむか変電所を介し、九州の送電線網に接続している。かつては電力は50万ボルトという高い電圧に昇圧され、送電線・小丸川幹線を通じ、発電所から宮崎変電所まで、延長（亘長）にして46キロメートルで、鉄塔数は100基に渡る送電線が存在していたが、ひむか変電所の建設に伴い、「ループ系統を構成する 送電線は電源線の対象外」という電源線省令に伴い、小丸川発電所の非電源線とされた。現在、小丸川幹線は、ひむか変電所と接続され、建設中の日向幹線（ひむか変電所 - 東九州変電所間）の完成をもって、九州を一円に囲む50万ボルトのループ幹線の一部に組み込まれる。
小丸川幹線の敷設にあたっては、経路上に九州中央山地国定公園があり、山間部においてタカやカモシカ、サンショウウオなど多くの野生動物の生活が脅かされることのないよう、また人家の多い平野部においても景観が破壊されることのないよう、敷設ルートを何通りにも検討し、最適な経路を導き出した。このほか、鉄塔の位置を細かく見直したり、鉄塔やがいしを風景に溶け込ませるよう塗装色を工夫したり、野生動物の繁殖期間中は建設工事を休止するなど徹底した環境への配慮がなされた。これにより将来計画されている綾の照葉樹林の世界遺産登録にも影響を及ぼさないという。

## 歴史
九州において電気事業を営む九州電力は、戦後の電力会社再編成により日本発送電が分社化され発足した。九州の電力需要は経済発展とともに増大し、また昼夜間の格差が広がっていった。九州電力は増大する電力需要に対しては火力・原子力発電所の増設によって、また昼夜間の電力需要の格差に対しては揚水発電によって対応してきた。
九州における揚水発電は1961年（昭和36年）完成の諸塚（もろつか）発電所が初見である。日本の揚水発電所としては比較的初期のもので、その最大出力は5万キロワットであった。その10倍となる最大出力50万キロワットの大平（おおひら）発電所が1975年（昭和50年）に運転開始。1986年（昭和61年）には最大出力60万キロワットの天山（てんざん）発電所が運転開始した。これにより九州電力の全供給力のうち揚水発電が占める割合は5パーセントとなったが、同社が目標とする10パーセントには及ばない。同社は発電設備や送電線の事故など緊急時における電力系統の信頼性強化のため、次なる揚水発電所・小丸川発電所建設計画を推進。3か所の既設揚水発電所出力の合計115万キロワットを上回る、最大出力120万キロワットで計画された。
建設工事は1999年（平成11年）2月に着工。設置を予定している水車発電機は4台で、そのうちの一台、4号機が先駆けて据え付けを完了。2007年（平成19年）7月10日より営業運転に入った。その後も水車発電機の据え付け工事は続けられ、2009年（平成21年）1月22日に3号機が、2010年（平成22年）7月2日に1号機が、2011年（平成23年）7月6日に2号機が運転を開始している。
これらと並行して、石河内ダムからの河川維持放流水を利用した水力発電所・尾鈴（おすず）発電所の建設も進められた。2006年（平成18年）12月に着工し、2009年3月12日に運転を開始。最大330キロワットの電力を発生できる同発電所は、九州電力所有ダムの河川維持放流発電所として大淀川第二発電所5号機（600キロワット）および塚原発電所5号機（490キロワット）に続いて3例目となり、電気事業者による新エネルギー等の利用に関する特別措置法（RPS法）の対象としても近く認定される見通しである。

## 周辺
宮崎県の海岸線を南北に縦断する国道10号から、高鍋町菖蒲池交差点より宮崎県道19号石河内高城高鍋線が分岐している。小丸川を上流に向かって進み、小丸川渓谷を過ぎるとやがて石河内ダムである。石河内ダムのすぐ上流には戸崎（とざき）ダムが、下流には川原（かわばる）ダム（別名・浜口ダム）がある。これらはいずれも九州電力の発電用ダムである。県道19号は戸崎ダムまでは整備されているが、それより北については未整備であり隘路（あいろ）でカーブも多く、かつ落石の危険もあるため注意が必要である。北上すれば小丸川最大規模の松尾ダムを通過し、東臼杵郡美郷町に至る。
九州電力は小丸川発電所の広報施設として、ピノッQパーク（ピノッキューパーク）を2008年（平成20年）7月17日に開館した。発電所のミニチュア模型や各種映画、遊具などを用いて揚水発電の仕組みを解説するもので、団体客限定ではあるが発電所の見学も受け付けている。
なお、宮崎県内には九州初の揚水発電所である諸塚発電所があるほか、一般水力でも上椎葉（かみしいば）発電所や、一ツ瀬（ひとつせ）発電所など、著名な水力発電所が多い。

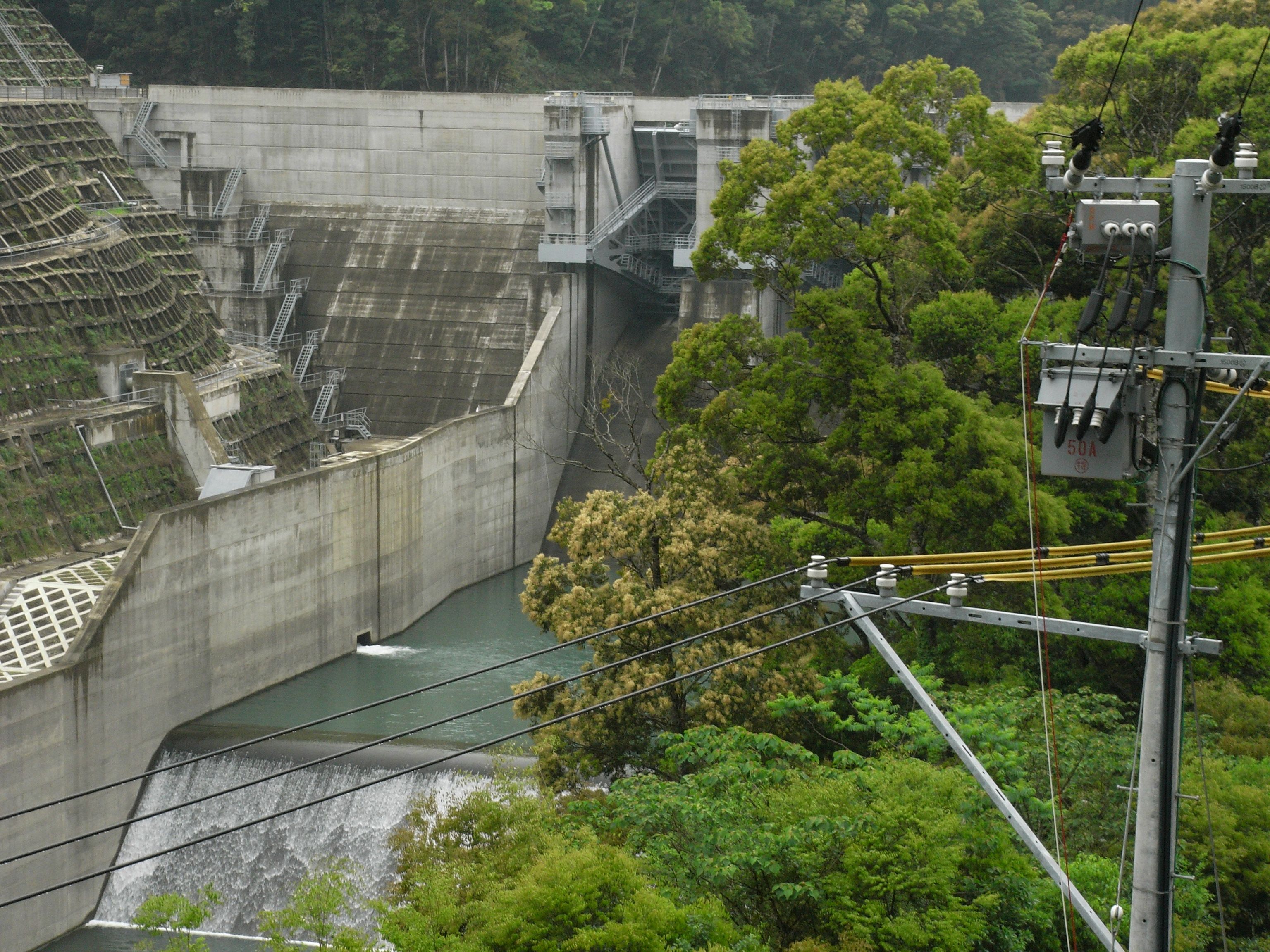
石河内ダム
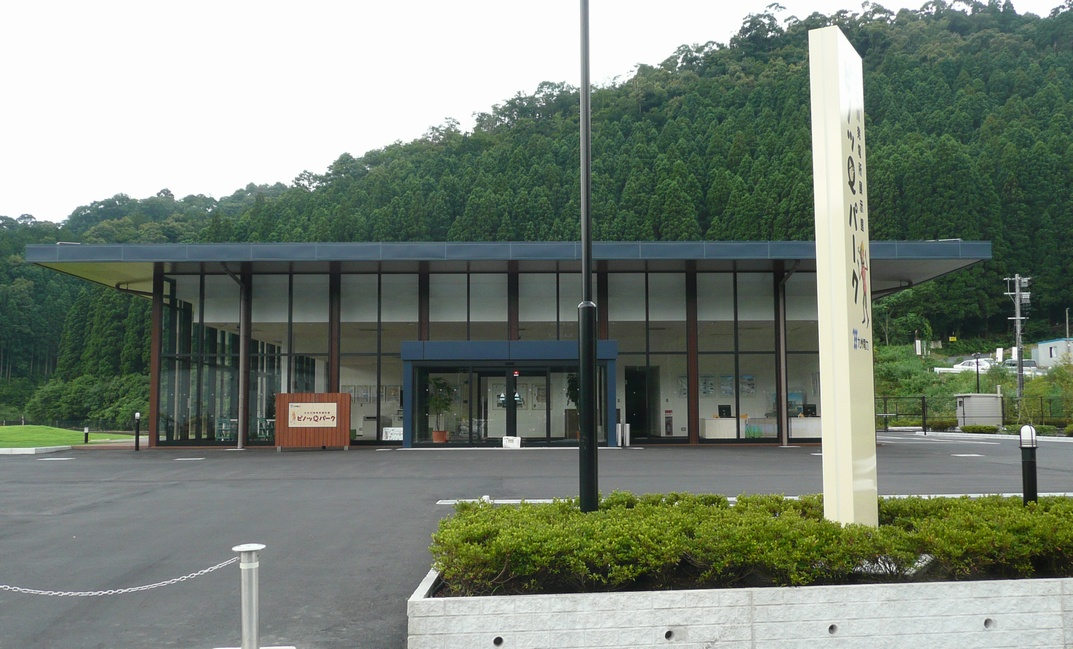
ピノッQパーク